# Limassol (distrikt)
Limassol eller Eparchía Lemesoú (turkiska: Limasol İlçesi, engelska: Limassol District, Lemesos District, Lemesos) är ett distrikt på Cypern. Det ligger i den centrala delen av landet, 60 km sydväst om huvudstaden Nicosia. Antalet invånare är 235 330. Arean är 1 396 kvadratkilometer. Limassol ligger på ön Cypern.
Terrängen i Eparchía Lemesoú är varierad.
Följande samhällen finns i Limassol:
- Limassol
- Germasógeia
- Ýpsonas
- Sotíra
- Páno Polemídia
- Episkopí
- Mouttagiáka
- Kyperoúnta
- Erími
- Pyrgos
- Parekklisha
- Peléndri
- Pissoúri
- Pachna
- Agrós
- Palodeia
- Páno Kivídes
- Avdímou
- Fasoúla
- Monagroúlli
- Kantoú
- Foiní
- Louvarás
- Asgáta
- Asómatos
- Moni
- Akroúnta
- Eptagóneia
- Paramýtha
- Apesiá
- Ágios Ioánnis
- Ómodos
- Moniátis
- Arakapás
- Ágios Amvrósios
- Kelláki
- Koilani
- Dieróna
- Limnátis
- Anógyra
- Foinikária
- Prastió
- Káto Amíantos
- Chandria
- Álassa
- Zoopigí
- Ársos
- Páno Plátres
- Láneia
- Apsioú
- Spitáli
- Dorá
- Monágri
- Armenokhori
- Trimíklini
- Korfí
- Dýmes
- Ágios Konstantínos
- Ágios Therápon
- Ágios Pávlos
- Káto Plátres
- Vouní
- Sykópetra
- Ágios Geórgios
- Agrídia
- Mathikolóni
- Lemíthou
- Ágios Mámas
- Mandriá
- Dorós
- Prastió
- Silíkou